# 錠鈎嶼
23°37′08″N 119°42′01″E / 23.61876730566163°N 119.70023489098885°E
錠鈎嶼，又稱錠鉤嶼，為台灣澎湖縣湖西鄉的一個島嶼，面積約0.0593平方公里，是湖西鄉面積最大的島嶼，惟其於滿潮時實際上是由四座玄武岩礁所組成，但在2005年澎湖縣政府調查中仍當做一座島嶼計算。島嶼位置在北寮村東北方約三公里處，最高處約高4公尺。因該島特殊的海蝕地形，玄武岩柱相當發達壯觀，故有著「海上桂林」的美稱，每年春夏兩季該島亦有多種稀有鳥種在此繁殖，故為澎湖東海觀光行程經常巡航經過的島嶼之一。農委會於1992年將此島與白沙嶼及雞善嶼劃定為澎湖玄武岩自然保留區，依規定非經許可不得登岸。